# Joe Bryan
Joseph Edward Bryan (Bristol, Sudoeste de Inglaterra, Reino Unido, 17 de septiembre de 1993) es un futbolista inglés. Juega de defensa y su equipo es el Millwall F. C. de la EFL Championship de Inglaterra.

## Estadísticas
Actualizado al último partido disputado el 12 de abril de 2025.
| Club                             | País       | Año       | PJ  | Goles |
| -------------------------------- | ---------- | --------- | --- | ----- |
| Bristol City F. C.               | Inglaterra | 2011-2018 | 203 | 16    |
| Bath City F. C. (préstamo)       | Inglaterra | 2011-2012 | 4   | 1     |
| Plymouth Argyle F. C. (préstamo) | Inglaterra | 2013      | 10  | 1     |
| Fulham F. C.                     | Inglaterra | 2018-2023 | 116 | 5     |
| O. G. C. Niza (préstamo)         | Francia    | 2022-2023 | 10  | 1     |
| Millwall F. C.                   | Inglaterra | 2023-     | 69  | 3     |

## Palmarés

### Títulos nacionales
| Título                 | Club               | País       | Año     |
| ---------------------- | ------------------ | ---------- | ------- |
| Football League Trophy | Bristol City F. C. | Inglaterra | 2014-15 |
| Football League One    | Bristol City F. C. | Inglaterra | 2014-15 |
| EFL Championship       | Fulham F. C.       | Inglaterra | 2021-22 |